# Jens Voigt
Jens Voigt (* 17. September 1971 in Grevesmühlen) ist ein ehemaliger deutscher Radrennfahrer. Nach seiner aktiven Karriere ist er als Fernsehkommentator von Radrennen und als Berater von Radsportteams tätig.

## Sportliche Karriere

### Sportliche Entwicklung
Jens Voigt wuchs in Dassow auf. Er begann seine leistungssportliche Laufbahn beim TSC Berlin. Voigt galt aufgrund seiner angriffsfreudigen Fahrweise als einer der populärsten Radprofis. Gelobt wurde unter anderem seine „frische und offensive Fahrweise“. In den Jahren 2005 bis 2007 wurde er von den Lesern des Fachmagazins Radsport zum Radsportler des Jahres gewählt.
Nachdem Voigt als Amateur 1994 die Friedensfahrt und 1995 die Harzrundfahrt gewonnen hatte, wurde er 1997 Profi beim australischen Radsportteam ZVVZ-GIANT-AIS. 1998 wechselte er zur französischen Mannschaft GAN und bestritt mit dieser seine erste Tour de France.
Zu Voigts größten Erfolgen gehören seine fünf Gesamtsiege 1999, 2004 und 2007 bis 2009 beim zweitägigen Etappenrennen Critérium International, seine zwei Erfolge bei der Deutschland Tour in den Jahren 2006 und 2007 sowie bei der Polen-Rundfahrt 2008.
Bei Lüttich–Bastogne–Lüttich 2005 konnte er seine beste Platzierung bei einem Radklassiker erreichen und wurde im Zweiersprint nur von Alexander Winokurow geschlagen, mit dem er auf den letzten 54 Kilometern gemeinsam angegriffen hatte.
2014, nach seiner 17. Teilnahme an der Tour de France kündigte der inzwischen 42-jährige Voigt seinen Rücktritt zum Ende der Saison an. Nach der USA Pro Challenge im August beendete er seine Straßenkarriere.
Am 18. September 2014 übertraf er den neun Jahre alten Stundenweltrekord des Tschechen Ondřej Sosenka über 49,700 Kilometer im Velodrome Suisse mit 51,115 Kilometer.
Nur sechs Wochen später wurde dieser Weltrekord vom Österreicher Matthias Brändle um weitere 737 Meter verbessert. Einen ursprünglich für Januar 2015 geplanten Start beim Berliner Sechstagerennen sagte Voigt ab.

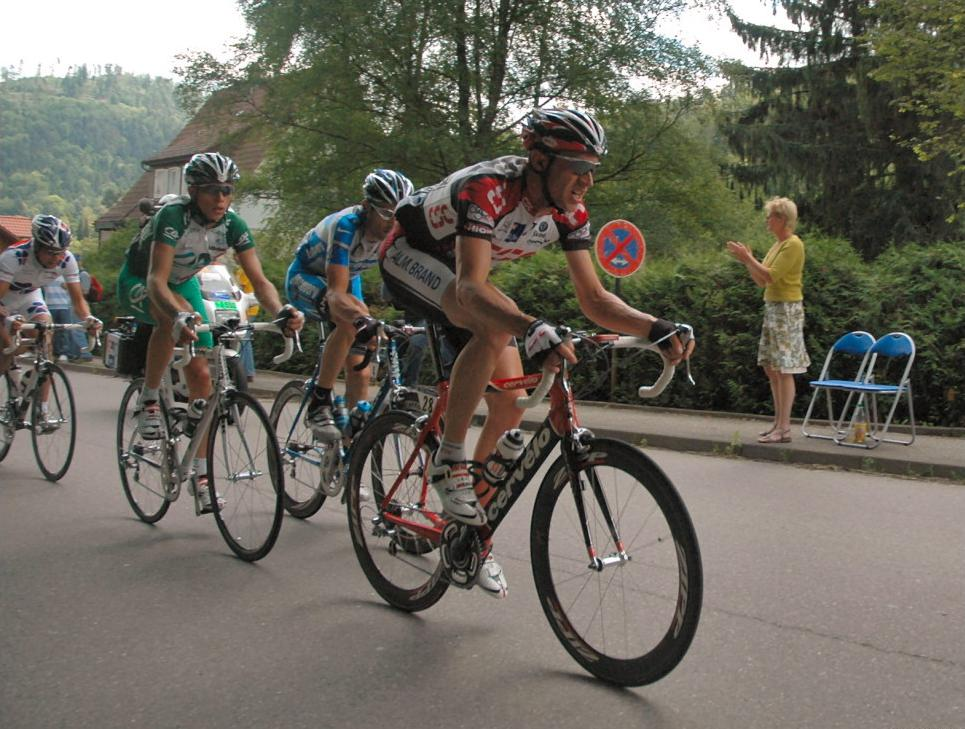
Jens Voigt während der 8. Etappe der Tour de France 2005

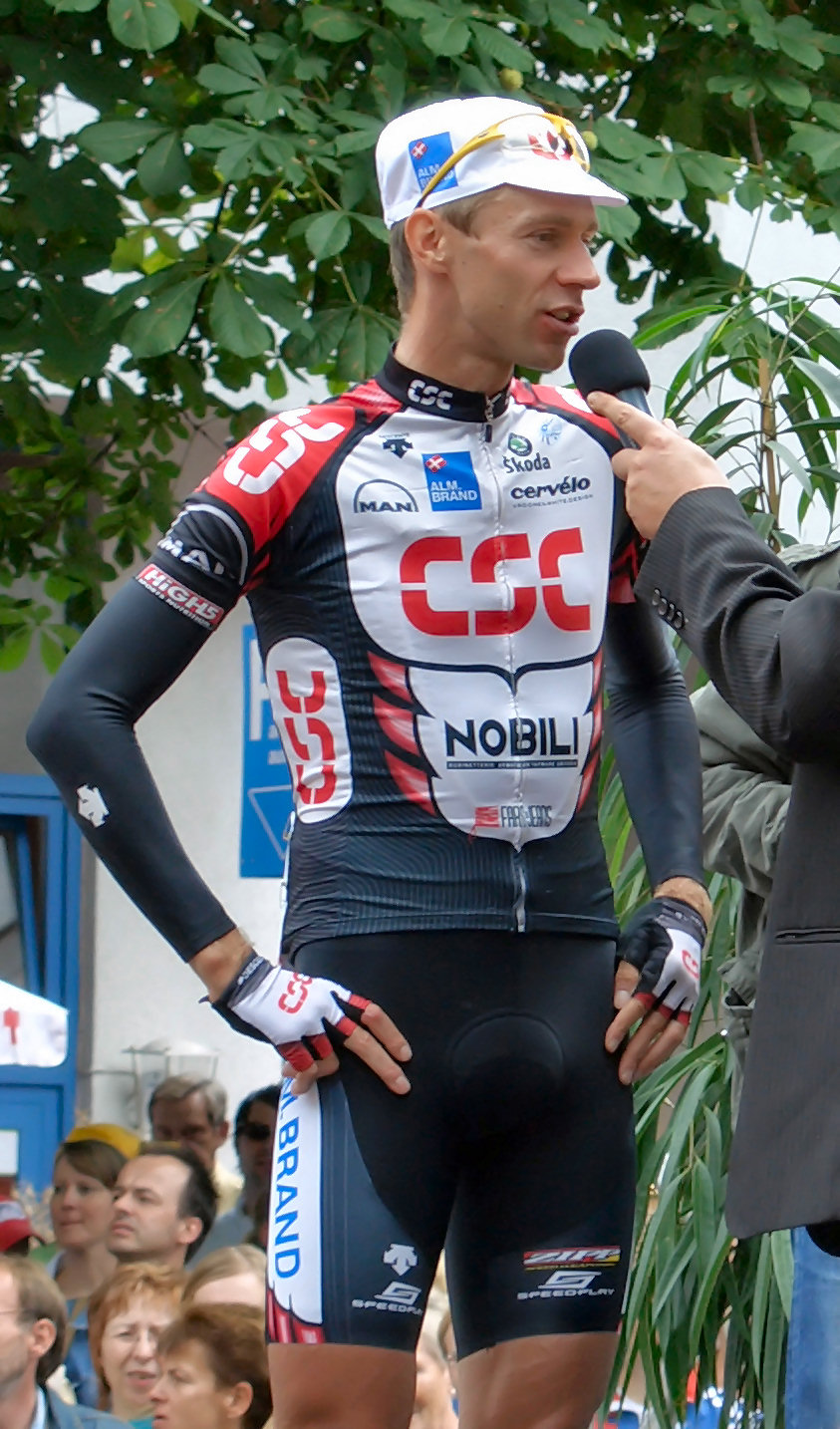
Sparkassen-Giro 2006 in Bochum

### Tour de France
Einer breiteren Öffentlichkeit wurde Jens Voigt durch seine Leistungen bei der Tour de France bekannt, bei der er von 1998 bis 2014 jedes Jahr startete und die er bis 2014 14 Mal beendete.
Bis 2018 war er mit seinen 17 Teilnahmen zusammen mit George Hincapie (USA) und Stuart O’Grady (Australien) Rekordteilnehmer der Rundfahrt. 2018 wurde dieser Rekord von Sylvain Chavanel gebrochen.
Voigt beendete sein Tour-de-France-Debüt 1998 als 83. der Gesamtwertung und trug für einen Tag das Gepunktete Trikot. Bei der Tour de France 2001 trug er für einen Tag das Gelbe Trikot, nachdem er in der siebten Etappe durch die Vogesen hinter Laurent Jalabert den zweiten Platz errungen hatte.
Bei der 16. Etappe durch das französische Zentralmassiv gelang Voigt schließlich sein erster Etappensieg nach langer Flucht, die er anders als in den Vorjahren auch erfolgreich abschloss.
2004 bestritt Voigt die Tour de France erstmals für das dänische Team CSC. Während des Bergzeitfahrens nach L’Alpe d’Huez wurde er von einigen deutschen Fans beschimpft, da er sich tags zuvor aus der Spitzengruppe hatte zurückfallen lassen, um für seinen Kapitän Ivan Basso einen Angriff von Jan Ullrich zu parieren. Er machte die Kommentierung des damaligen ARD-Sportchefs Hagen Boßdorf für die aufgeheizte Atmosphäre verantwortlich.
Auf der neunten Etappe der Tour de France 2005 von Gérardmer nach Mulhouse konnte Voigt nach einer Flucht über 150 km Etappendritter werden und das Gelbe Trikot für einen Tag übernehmen.
Nach der elften Etappe von Courchevel nach Briançon musste er das Rennen jedoch beenden, nachdem er, geschwächt durch Fieber, das vorgeschriebene Zeitlimit um wenige Sekunden überschritten hatte.
Bei der Tour de France 2006 gewann Jens Voigt aus einer ursprünglich fünfköpfigen Ausreißergruppe heraus die 13. Etappe von Béziers nach Montélimar. Die Etappe war von großer Hitze geprägt, und das Hauptfeld hatte einen Rückstand von 29:57 Minuten.
Im Jahr darauf verglich Voigt während der Tour de France 2007 ARD und ZDF mit dem DDR-Regime, nachdem diese sich entschieden hatten, nach Bekanntwerden eines weiteren Doping-Falles im Verlaufe der Tour die Berichterstattung zu boykottieren. ARD und ZDF wollten die Menschen bevormunden, so seine Kritik.
Voigt stürzte auf der 16. Etappe der Tour de France 2009 30 km vor dem Etappenziel in der letzten Abfahrt vom Kleinen Sankt Bernhard Richtung Bourg-Saint-Maurice infolge eines Belagwechsels auf der Straße und zog sich einen Bruch des Jochbeins, eine Gehirnerschütterung und einen Kieferbruch zu.
Bei seiner letzten Tour de France im Jahr 2014 trug er eine Etappe lang das Gepunktete Trikot und wurde 108. in der Gesamtwertung.

## Sonstiges
Im Jahr 2007 war Voigt Sprecher des Verbandes der Radprofis Cyclistes Professionnels Associés (CPA).
2006 wurde er zu Berlins Sportler des Jahres gewählt.

## Diskussion über Doping
Obwohl mehrere Fahrer von Voigts Team CSC des jahrelangen Dopings überführt wurden, erklärte Voigt, dass er nie etwas vom Doping im Team bemerkt habe. Der ehemalige US-amerikanische Profi-Radrennfahrer Tyler Hamilton warf Voigt daraufhin im Herbst 2012 vor, ihm bei der Dopingaufklärung in den Rücken zu fallen, und sagte, Voigts Erklärung sei das Lächerlichste, was er in seinem Leben gelesen habe.

## Nach der Karriere als aktiver Sportler
Nach dem Abschied vom aktiven Radsport wurde er zuerst Berater in seinem Team Trek Factory Racing, später Markenbotschafter für den Radhersteller. Zudem ist er TV-Kommentator bei der Tour de France für den US-amerikanischen Sender NBC. Seit 2019 ist er als Co-Kommentator und Experte bei Eurosport tätig.
Anfang Januar 2017 absolvierte Voigt eine Charity-Fahrt auf dem Berliner Teufelsberg zugunsten Krebskranker und absolvierte dabei 8848 Höhenmeter, ein sogenanntes Everesting. Zeitweise wurde er dabei von mehreren hundert Hobby-Radsportlern begleitet. Es kamen mehr als 25.000 Euro an Spenden zusammen.

## Privates
Jens Voigt lebt mit seiner Frau und den sechs gemeinsamen Kindern in Berlin.

## Erfolge
1992
- Prolog Österreich-Rundfahrt

1994
- Gesamtwertung Internationale Friedensfahrt
- Gesamtwertung Niedersachsen-Rundfahrt

1996
- Gesamtwertung Sachsen-Tour
- eine Etappe Rheinland-Pfalz-Rundfahrt
- eine Niedersachsen-Rundfahrt
- eine Etappe Hessen-Rundfahrt

1997
- Gesamtwertung und eine Etappe Niedersachsen-Rundfahrt
- eine Etappe Sachsen-Tour

1998
- eine Etappe Baskenland-Rundfahrt

1999
- Gesamtwertung Critérium International
- eine Etappe Route du Sud
- Duo Normand

2000
- Gesamtwertung Bayern-Rundfahrt
- Grand Prix Cholet-Pays de la Loire

2001
- Gesamtwertung Bayern-Rundfahrt
- Gesamtwertung Tour du Poitou-Charentes
- eine Etappe Tour de France
- Grand Prix des Nations

2002
- eine Etappe Critérium International

2003
- Paris–Bourges
- Gesamtwertung Tour du Poitou-Charentes

2004
- Gesamtwertung und eine Etappe Critérium International
- Gesamtwertung Bayern-Rundfahrt
- eine Etappe Baskenland-Rundfahrt
- LuK Challenge

2005
- Gesamtwertung Mittelmeer-Rundfahrt
- Prolog Paris–Nizza
- LuK Challenge

2006
- eine Etappe Ster Elektrotoer
- eine Etappe Tour de France
- Gesamtwertung und drei Etappen Deutschland Tour
- Rund um die Hainleite
- Sparkassen Giro Bochum

2007
- eine Etappe Kalifornien-Rundfahrt
- Gesamtwertung Critérium International
- eine Etappe Baskenland-Rundfahrt
- Gesamtwertung und eine Etappe Deutschland Tour

2008
- Gesamtwertung und eine Etappe Critérium International
- eine Etappe Giro d’Italia
- Gesamtwertung und eine Etappe Polen-Rundfahrt

2009
- Gesamtwertung und eine Etappe Critérium International

2010
- eine Etappe Katalonien-Rundfahrt

2012
- eine Etappe und Bergwertung USA Pro Cycling Challenge

2013
- eine Etappe Kalifornien-Rundfahrt

2014
- Stundenweltrekord: 51,115 km im Velodrome Suisse

## Wichtige Platzierungen
| Grand Tour            | 1998 | 1999 | 2000 | 2001 | 2002 | 2003 | 2004 | 2005 | 2006 | 2007 | 2008 | 2009 | 2010 | 2011 | 2012 | 2013 | 2014 |
| --------------------- | ---- | ---- | ---- | ---- | ---- | ---- | ---- | ---- | ---- | ---- | ---- | ---- | ---- | ---- | ---- | ---- | ---- |
| Giro d’ItaliaGiro     | –    | –    | –    | –    | –    | –    | –    | –    | 37   | –    | 53   | 48   | –    | –    | –    | –    | –    |
| Tour de FranceTour    | 83   | 60   | 60   | 46   | 110  | DNF  | 35   | DNF  | 68   | 28   | 37   | DNF  | 126  | 67   | 52   | 67   | 108  |
| Vuelta a EspañaVuelta | –    | –    | –    | –    | –    | –    | –    | –    | –    | –    | –    | –    | –    | –    | –    | –    | –    |

| Weltmeisterschaft        | 1998 | 1999 | 2000 | 2001 | 2002 | 2003 | 2004 | 2005 | 2006 | 2007 | 2008 | 2009 | 2010 | 2011 | 2012 | 2013 | 2014 |
| ------------------------ | ---- | ---- | ---- | ---- | ---- | ---- | ---- | ---- | ---- | ---- | ---- | ---- | ---- | ---- | ---- | ---- | ---- |
| StraßenrennenStraße      | DNF  | DNF  | 92   | DNF  | DNF  | –    | –    | DNF  | –    | DNF  | –    | –    | –    | –    | –    | –    | –    |
| EinzelzeitfahrenEZF      | –    | 9    | 7    | 29   | –    | –    | –    | –    | –    | –    | –    | –    | –    | –    | –    | –    | –    |
| MannschaftszeitfahrenMZF | –    | –    | –    | –    | –    | –    | –    | –    | –    | –    | –    | –    | –    | –    | 8    | –    | –    |

| Monument                 | 1998 | 1999 | 2000 | 2001 | 2002 | 2003 | 2004 | 2005 | 2006 | 2007 | 2008 | 2009 | 2010 | 2011 | 2012 | 2013 | 2014 |
| ------------------------ | ---- | ---- | ---- | ---- | ---- | ---- | ---- | ---- | ---- | ---- | ---- | ---- | ---- | ---- | ---- | ---- | ---- |
| Mailand–Sanremo          | 66   | 52   | –    | 75   | –    | –    | 36   | 135  | –    | –    | –    | –    | –    | –    | –    | –    | –    |
| Flandern-Rundfahrt       | –    | –    | –    | 65   | –    | –    | –    | –    | –    | –    | –    | –    | –    | –    | –    | –    | –    |
| Paris–Roubaix            | –    | –    | –    | 40   | DNF  | –    | –    | –    | –    | –    | –    | –    | –    | –    | –    | –    | –    |
| Lüttich–Bastogne–Lüttich | 87   | 24   | 34   | 34   | –    | DNF  | –    | 2    | 51   | 98   | –    | –    | 90   | DNF  | DNF  | –    | –    |
| Lombardei-Rundfahrt      | 28   | DNF  | –    | –    | DNF  | –    | –    | –    | –    | –    | –    | DNF  | –    | –    | –    | –    | –    |